# Нортвейл (Нью-Джерсі)
Нортвейл (англ. Northvale) — місто (англ. borough) в США, в окрузі Берген штату Нью-Джерсі. Населення — 4761 особа (2020).

## Географія
Нортвейл розташований за координатами 41°0′47″ пн. ш. 73°56′53″ зх. д. / 41.01306° пн. ш. 73.94806° зх. д. (41.013000, -73.948085).  За даними Бюро перепису населення США в 2010 році місто мало площу 3,36 км², з яких 3,35 км² — суходіл та 0,01 км² — водойми.

## Демографія
Згідно з переписом 2010 року, у селищі мешкало 4640 осіб у 1564 домогосподарствах у складі 1266 родин. Було 1635 помешкань
Расовий склад населення:
| - 71,9 % — білих - 24,0 % — азіатів - 1,1 % — чорних або афроамериканців - 0,2 % — корінних американців - 1,1 % — осіб інших рас |

До двох чи більше рас належало 1,6 %. Частка іспаномовних становила 8,1 % від усіх жителів.
За віковим діапазоном населення розподілялося таким чином: 25,2 % — особи молодші 18 років, 60,2 % — особи у віці 18—64 років, 14,6 % — особи у віці 65 років та старші. Медіана віку мешканця становила 42,2 року. На 100 осіб жіночої статі у селищі припадало 98,7 чоловіків;  на 100 жінок у віці від 18 років та старших — 93,8 чоловіків також старших 18 років.
Середній дохід на одне домашнє господарство  становив 105 990 доларів США (медіана — 84 881), а середній дохід на одну сім'ю — 116 944 долари (медіана — 107 411). Медіана доходів становила 73 813 долари для чоловіків та 44 643 долари для жінок. За межею бідності перебувало 9,0 % осіб, у тому числі 15,1 % дітей у віці до 18 років та 4,6 % осіб у віці 65 років та старших.
Цивільне працевлаштоване населення становило 2519 осіб. Основні галузі зайнятості: освіта, охорона здоров'я та соціальна допомога — 23,2 %, виробництво — 12,9 %, роздрібна торгівля — 10,6 %, будівництво — 9,2 %.